# Robert Hegglin
Robert Marquard Hegglin (* 5. Mai 1907 in Schönbrunn bei Zug; † 22. November 1969 in Zürich) war ein Schweizer Internist und Kardiologe.

## Familie
Robert Hegglin war ein Sohn des Arztes Carl Hegglin und dessen Frau Mathilde Durrer. Der Großvater war ebenfalls Arzt. Unter den Vorfahren befanden sich auch Politiker und Historiker.

## Ausbildung und Beruf
Nach Abschluss der Kantonsschule Zug studierte Hegglin an den Universitäten Genf, München, Berlin, Paris und Zürich Medizin. Es folgte die weitere Ausbildung am Pathologischen Institut in St. Gallen und an der Medizinischen Universitätsklinik Zürich, hier waren Otto Naegeli und Wilhelm Löffler seine Lehrer.
Während der Zürcher Assistentenjahre beschäftigte er sich hauptsächlich mit kardiologischen Problemen. Er wurde 1934 promoviert. Von 1938 bis 1945 arbeitete er als Oberarzt an der Medizinischen Universitätsklinik und beschäftigte sich mit Infektiologie und Hämatologie. 1943 legte Hegglin seine Habilitationsschrift vor, erhielt 1944 die Venia legendi für Innere Medizin und hielt als Privatdozent Vorlesungen über die Differentialdiagnostik innerer Krankheiten ab.
Ab 1947 war er in Zürich als Facharzt für Innere Medizin und Kardiologie tätig. Die Stellung des Chefarztes der Medizinischen Klinik des Kantonsspitals St. Gallen übernahm er 1954, drei Jahre später erhielt er eine Professur an der Poliklinik in Zürich (1957).

## Leistung
Schwerpunkte der klinischen und wissenschaftlichen Arbeit Hegglins waren die Gebiete Atemwegsinfektionen, Elektrokardiographie, Hämatologie und Kardiologie. Sein Hauptwerk ist die Differentialdiagnose innerer Krankheiten, das (mit W. Siegenthaler als Herausgeber) zum Standardwerk für die praktische ärztliche Arbeit wurde, 16 Auflagen erlebte und in zahlreichen fremdsprachigen Ausgaben erschien.
Darüber hinaus war er Mitherausgeber der Fachzeitschrift Cardiologia, einer Publikation der Schweizer Kardiologischen Gesellschaft.

## Holocaust-Zeugnis
Während des Zweiten Weltkrieges war Hegglin als Vertreter des Schweizerischen Roten Kreuzes von Juni bis September 1942 in Riga, Daugavpils und Pskow und berichtete in seinem Tagebuch:

„"Es muss noch eine Frage gestreift und besprochen werden, welche zwar äusserst penibel ist, aber in einem objektiven Bericht nicht fehlen darf: die Judenfrage. Es kann – nach den mir vorliegenden Berichten von deutschen Soldaten, Offizieren und Letten – keinem Zweifel unterliegen, dass in der Umgebung von Riga seit der deutschen Besetzung nahezu 100'000 Juden erschossen worden sind. Die Angaben schwanken zwischen 40'000 und 90'000. Judenerschiessungen sind auch in allen andern grösseren Orten in Lettland vorgenommen worden, und zwar werden diese Erschiessungen nicht nur an einheimischen Juden hier vorgenommen, sondern es werden offenbar hierher vor allem Juden aus dem Reich gebracht und hier erschossen."“

## Hegglin-Eponyme
- Hegglin-Syndrom Syndrom der energetisch-dynamischen Herzinsuffizienz als metabolische Störung des Herzmuskels, die den Prozess der Muskelfaserkontraktion beeinflusst. Im EKG findet sich als Ausdruck einer Erregungsrückbildungsstörung ein verlängertes QT-Intervall mit relativer Verkürzung der mechanischen Systolendauer. Klinisch ist das Syndrom nur bei simultaner Registrierung von EKG und Herzschall zu erkennen, es liegt bei Einfall des zweiten Herztons um mehr als 0,02 Sekunden vor dem Ende der T-Welle im EKG vor.
- Hegglin-Holzmann-Formel Als Habilitationsschrift publizierte Hegglin 1943 eine zusammenfassende Arbeit zum Thema der verlängerten QT-Zeit im Elektrokardiogramm, in der er die Bedeutung der QT-Dauer nach klinischen Gesichtspunkten beurteilte. Voraussetzung für die Bestimmung einer pathologischen QT-Dauer ist die Bestimmung der physiologischen Dauer der Kammererregung.
- Hegglin-Quotient Der Quotientwert dient zur orientierenden quantitativen Berechnung eines Links-Rechts-Shunts aus der arteriellen Indikatorverdünnungskurve.
- Hegglin-Zeichen vorzeitig einsetzender, dadurch scheinbar verschwindender, zweiter Herzton („Spechtschlagphänomen“), etwa bei Herzinsuffizienz.
- Hegglin-Maier-Wärmeresistenztest Diagnostik der paroxysmalen nächtlichen Hämoglobinurie (Typ Marchiafava-Micheli), einer erworbenen hämolytischen Anämie mit guter Prognose.
- Fanconi-Hegglin-Syndrom von Guido Fanconi (1892–1979) 1936 und Hegglin 1941 beschriebene pseudoluetische, subakute hilifugale Bronchopneumonie viraler Genese mit Wassermann-positivem Lungeninfiltrat.
- May-Hegglin-Anomalie von May 1909[2] und Hegglin 1945[3] beschrieben. Es handelt sich um eine polyphyle Reifungsstörung, eine familiäre Panmyelopathie mit Reifungsstörungen der polymorphkernigen Leukozyten und Thrombozytopathie, eine seltene konstitutionelle Anomalie mit autosomal-dominanter Vererbung, die durch „Riesenthrombozyten“ mit Thrombozytopenie von anderen Thrombozytopenien abgegrenzt werden kann. Die Prognose ist gut.

## Veröffentlichungen (Auswahl)
- Ueber Organvolumen und Organgewicht, nebst Bemerkungen über die Grössenbestimmungsmethoden. Zürich: Tschopp 1934. (Diss. Med. Univ. Zürich).
- Chemotherapie der Pneumonien. Leipzig: Thieme 1942
- Die verlängerte QT-Dauer im Elektrokardiogramm. In: Archiv für Kreislaufforschung 13 (1943) 171
- Über eine besondere Form gleichzeitiger konstitutioneller Veränderungen der Neutrophilen und Thrombozyten: Konstitutionelle polyphyle Reifungsstörung. Zürich: Orell Füssli 1945
- L’insuffisance énergétodynamique. In: Cardiologia 15 (1949) 65
- Differentialdiagnose innerer Krankheiten. Eine kurzgefasste Darstellung für Ärzte und Studierende (hrsg. von W. Siegenthaler). Stuttgart: Thieme 1952
- Kreislaufdiagnostik mit der Farbstoffverdünnungsmethode. Stuttgart: Thieme 1962.